# 장주희 (기상 캐스터)
장주희(張珠姬, 1985년 8월 28일 ~ )는 대한민국 前 KBS의 기상 캐스터이다.

## 경력
- 2010년 ~ 2018년 KBS 기상캐스터
- 2012년 3월 소방방재청 안전홍보대사
- 2014년 한국전력거래소 전력기상홍보대사
- 2015년 이순신 장군 동상 건립 추진위원회 홍보대사
- 2015년 11월 한국서비스산업진흥원 홍보대사

## TV 방송
| 연도      | 방송사 | 제목             | 담당        | 비고                            |
| --------- | ------ | ---------------- | ----------- | ------------------------------- |
| 2011      | KBS1   | KBS 뉴스네트워크 | 기상 캐스터 |                                 |
| 2011~2012 | KBS1   | KBS 뉴스 7       | 기상 캐스터 |                                 |
| 2015~2018 | KBS2   | KBS 아침뉴스타임 | 기상 캐스터 |                                 |
| 2016~2018 | KBS1   | KBS 930 뉴스     | 기상 캐스터 |                                 |
| 2016~2018 | KBS1   | KBS 주말뉴스     | 기상 캐스터 | 매주 일요일 저녁 7시 ~ 7시 10분 |
| 2017~2018 | KBS1   | KBS 뉴스 9       | 기상 캐스터 | 주말                            |

## CF
- 2012년 풍수해보험 - 강한 태풍이 북상하고 있습니다 소방방재청
- 2012년 안전한국훈련 - 행복지킴이 소방방재청